# Alpha Indi
Alpha Indi is een ster in het sterrenbeeld Indiaan met een magnitude van 3,11. De leeftijd van de ster wordt geschat op ongeveer een miljard jaar.

## Referentie
1. ↑  SIMBAD. Gearchiveerd op 28 december 2021.